# ムアンヤラー郡
座標: 北緯6度32分33秒 東経101度16分59秒 / 北緯6.54250度 東経101.28306度
ムアンヤラー郡（ムアンヤラーぐん）はタイ南部にある郡（アムプー）。ヤラー県の県庁所在地（ムアン）でもある。

## 名称
ヤラーとはマレー語の Jolor から来た言葉で、投網を意味する。

## 歴史
おおよそスコータイ王朝時代より、パタニ王国の領域にあった。1917年、現在のタムボン・サテーンに郡庁舎が置かれサテーン郡となった。1938年、県名にあわせてサテーン郡はムアンヤラー郡と改称した。

## 地理
北側に向かって平地が広がっており、南側はおおむね山地である。市内の水源はパッターニー川および、ポヤーマー・ダムである。
交通は、北西から南東に鉄道が通っており、北西はハートヤイ、南東はマレー鉄道と接続している。国道410号線が南北に延びており北はパッターニー、南は国境の町、ベートン郡まで続く。

## 経済
郡内の主な生産品はゴムであり、ゴムノキの畑やそれを加工する工場などがある。

## 行政区分
郡は14のタムボンがあり、さらにその下位に81の村がある。自治体（テーサバーン）が二つ設置されており、以下のようになっている。
- テーサバーンナコーン・ヤラー・・・タムボン・サテーン全体
- テーサバーンタムボン・ラムマイ・・・タムボン・ラムマイの一部

また郡内には13のタムボン行政体が設置されている。以下のリストで欠番のタムボンは現在分離して、クロンピナン郡を形成しているタムボンである。
1. タムボン・サテーン・・・ตำบลสะเตง
2. タムボン・ブディー・・・ตำบลบุดี
3. タムボン・ユポー・・・ตำบลยุโป
4. タムボン・リドン・・・ตำบลลิดล

1. タムボン・ヤラー・・・ตำบลยะลา

1. タムボン・ターサープ・・・ตำบลท่าสาป
2. タムボン・ラムマイ・・・ตำบลลำใหม่
3. タムボン・ナータム・・・ตำบลหน้าถ้ำ่
4. タムボン・ラムパヤー・・・ตำบลลำพะยา่
5. タムボン・ポセン・・・ตำบลเปาะเส้ง

1. タムボン・プローン・・・ตำบลพร่อน
2. タムボン・バンナンサーレーン・・・ตำบลบันนังสาเรง
3. タムボン・サテーンノーク・・・ตำบลสะเตงนอก
4. タムボン・ターセ・・・ตำบลตาเซะ